# 추암촛대바위

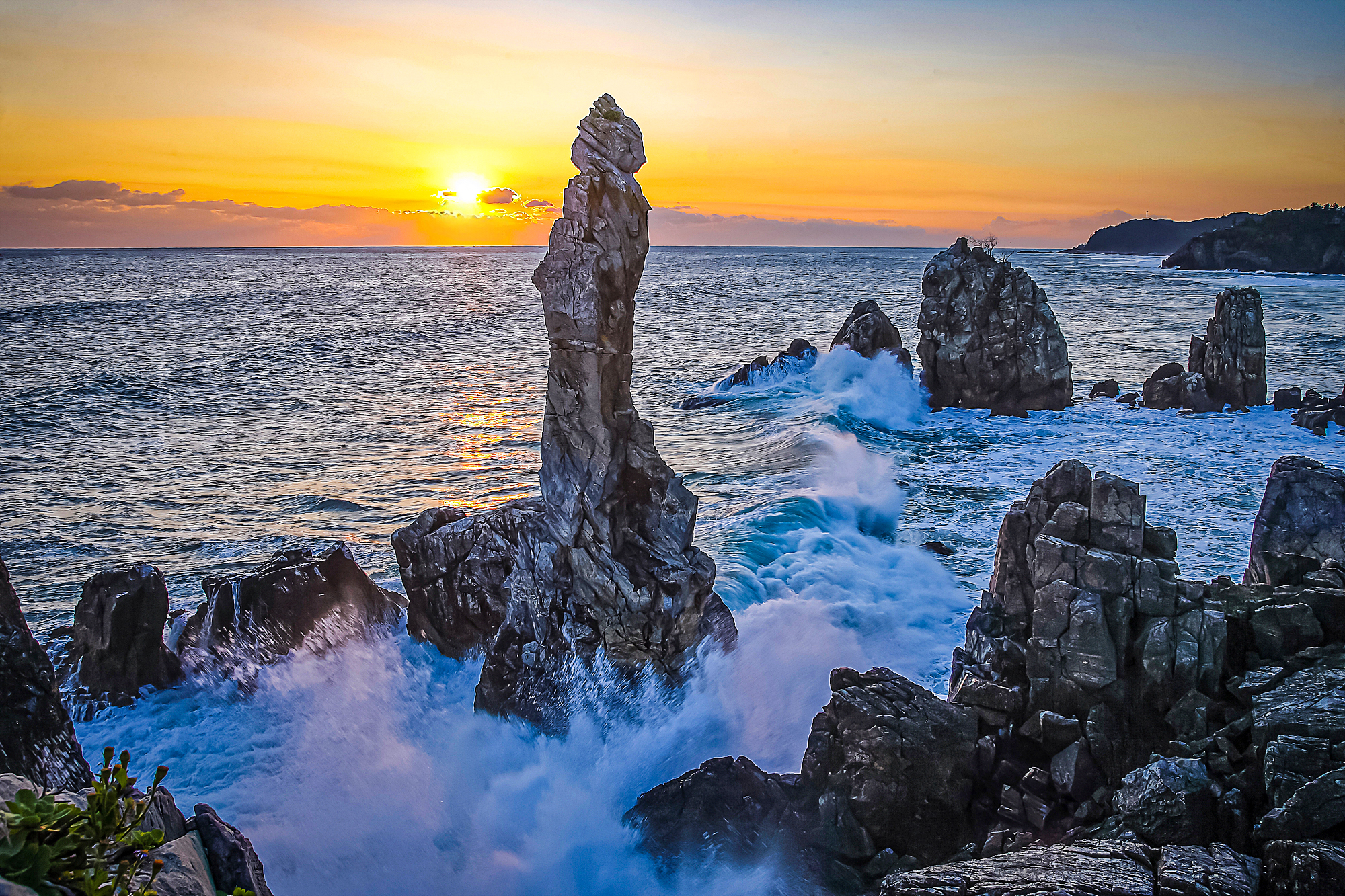
추암촛대바위의 석회암은 조선 누층군 대기층(풍촌 석회암층)에 해당한다.

추암촛대바위는 강원특별자치도 동해시 북평동 추암해수욕장에 위치한 조선 누층군 대기층으로 구성된 석회암 바위로, 애국가 첫 소절의 배경으로 유명하다.

## 안전 관련

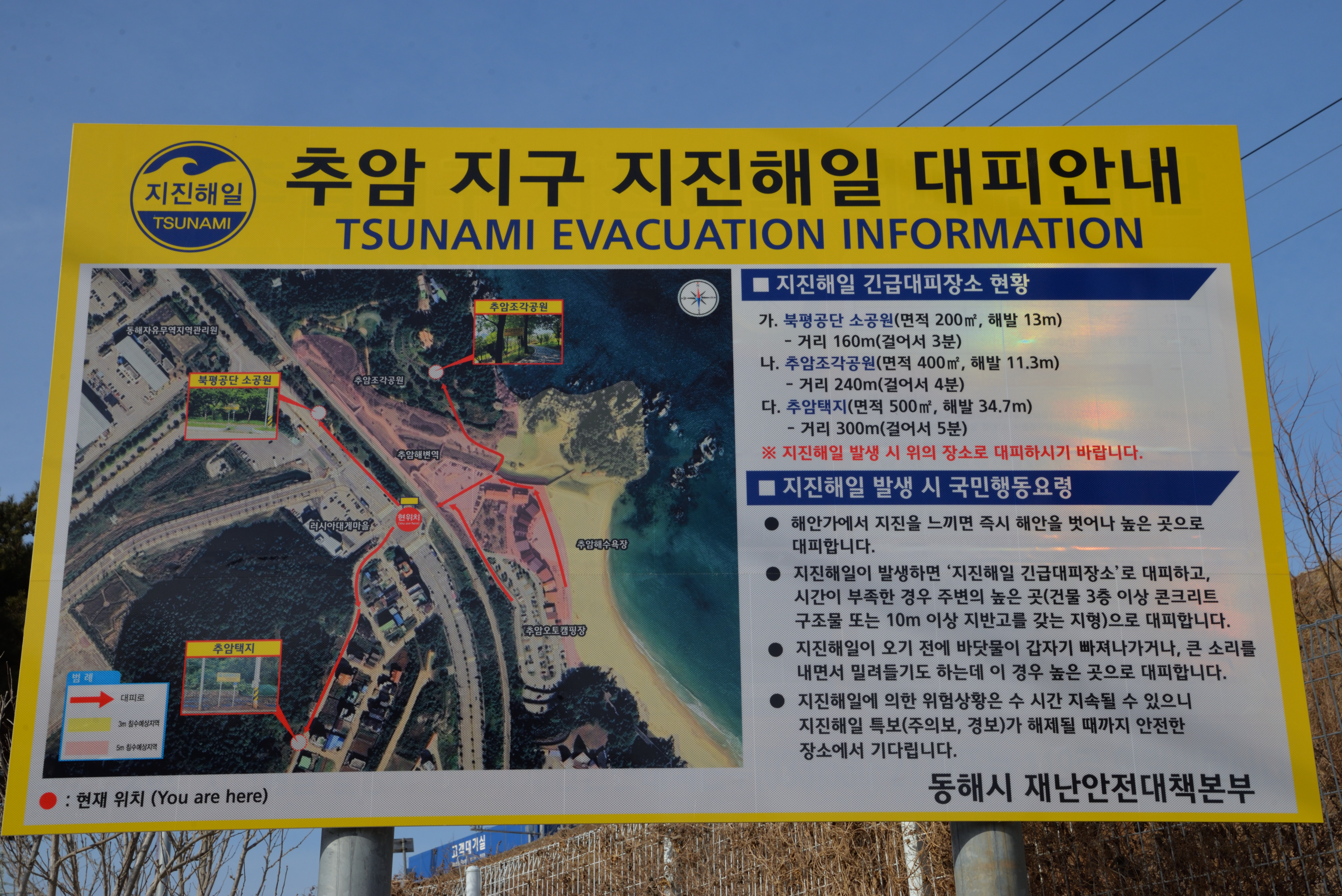
추암지구 지진해일 대피 안내판

동해시는 추암 촛대바위에 기상이변 등으로 급격한 풍화 현상이 우려되어 2009년 정밀 안전진단을 시행한다고 밝혔다. 조사에 의하면 바위의 여러 군데에 상처가 있었고 떨어질 우려가 큰 바위 덩어리들이 포개져 있어 지진이나 너울 파도 등에도 훼손될 수 있다는 결과가 나왔다. 2009년의 안전진단 이후 2021년에도 균열이 갈수록 심해지고 있다는 지적이 나왔다.

## 지질
추암촛대바위는 지질학적으로 고생대 초기 캄브리아기의 조선 누층군 대기층(풍촌 석회암층)으로 구성되어 있다. 추암촛대바위 해안의 카렌 지형은 국내의 대표적인 해안 카르스트 지형에 해당하며 해식동굴과 시스텍 등이 발달한다.
추암촛대바위 일대의 풍촌 석회암층

## 전설
추암촛대바위에는 전설이 전해져 내려오는데 옛 추암 바닷가에 살던 한 남자가 어느 날 갑자기 소실을 얻었고, 그 소실과 본처 간에 투기가 생겨 이 두 여자의 샘에 급기야 하늘이 노해 벼락으로 징벌을 가해 남자만 남겨 놓았는데 이 촛대바위가 남자의 형상이라고 전해져 내려온다.

## 이용안내
- 위치: 강원도 동해시 촛대바위길 17-1
- 주차장: 동해러시아대게마을(도로명주소: 동해시 추암택지길 2) 전면 주차장 이용
- 이용시간: 상시이용 가능
- 휴무일: 연중개방

## 같이 보기
- 조선 누층군 대기층
- 추암역 - 추암조각공원 바로 옆에 있다.
- 동해시의 지질
- 추암해수욕장
- 추암오토캠핑장
- 천곡황금박쥐동굴 - 풍촌 석회암층으로 구성된 석회암 동굴